# Reinhard Hofbauer

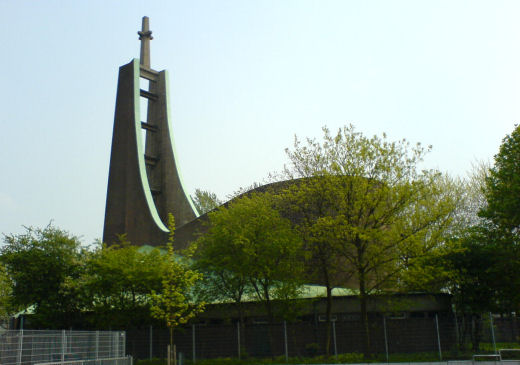
St. Erich, Hamburg-Rothenburgsort

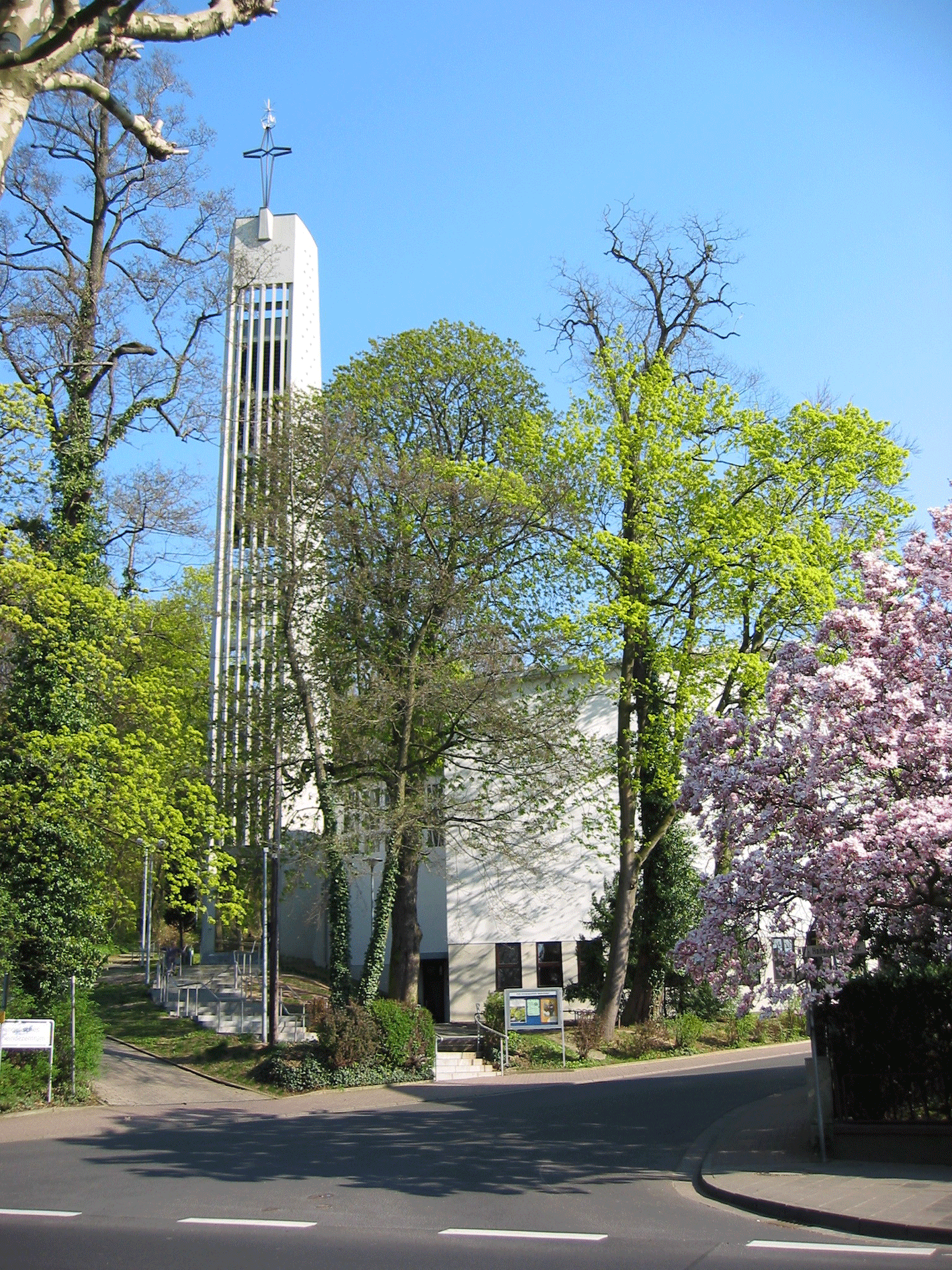
Maria Königin, Gelnhausen-Meerholz

Reinhard Hofbauer (* 18. August 1907; † 1976) war ein deutscher Architekt, der vor allem auf dem Gebiet des katholischen Sakralbaus bekannt wurde.
Hofbauer studierte zunächst Philosophie und Kunstgeschichte, dann Architektur in München und Braunschweig. In den Jahren 1932 bis 1934 war er als freier Maler tätig. Nach 1945 unterhielt er – zeitweise parallel – Architekturbüros in Wetzlar und Berlin.
Als Architekt bekannt wurde er durch die mittlerweile verlorene Pfarrkirche St. Canisius in Berlin-Charlottenburg, die ihm deutschlandweite Beachtung einbrachte. Eigenwillige moderne Kirchenbauten erbaute er zudem im Bistum Limburg.

## Bauten (Auswahl)
- 1954–1957: katholische Pfarrkirche St. Petrus Canisius in Berlin-Charlottenburg (1995 durch Brand zerstört)
- 1958–1959: katholische Filialkirche St. Judas Thaddäus in Berlin-Tempelhof, Bäumerplan
- 1961–1963: katholische Filialkirche St. Erich in Hamburg-Rothenburgsort, Billhorner Röhrendamm[1]
- 1967–1968: katholische Pfarrkirche bzw. Klosterkirche St. Johannes von Capistran in Berlin-Tempelhof
- 1952:	Herz-Jesu-Kapelle, Wettesingen
- 1952/53: Pfarrkirche St. Walburgis, Wetzlar-Niedergirmes
- 1954:	Filialkirche St. Anna, Rodheim-Bieber Krs. Wetzlar
- 1955:	Pfarrkirche Mater dolorosa (Schmerzhafte Mutter), Dorlar
- 1956:	Pfarrkirche St. Josef, Schwalbach Krs. Wetzlar
- 1956:	Filialkirche St. Georg, Bonbaden Krs. Wetzlar
- 1957/59: Pfarrkirche Maria Königin, Meerholz-Hailer Krs Gelnhausen